# Mont-Cauvaire
Mont-Cauvaire és un municipi francès situat al departament del Sena Marítim i a la regió de Normandia. L'any 2007 tenia 611 habitants.

## Demografia

### Població
El 2007 la població de fet de Mont-Cauvaire era de 611 persones. Hi havia 218 famílies de les quals 32 eren unipersonals (8 homes vivint sols i 24 dones vivint soles), 71 parelles sense fills, 87 parelles amb fills i 28 famílies monoparentals amb fills.
La població ha evolucionat segons el següent gràfic:
Habitants censats

### Habitatges
El 2007 hi havia 231 habitatges, 216 eren l'habitatge principal de la família, 11 eren segones residències i 4 estaven desocupats. 224 eren cases i 7 eren apartaments. Dels 216 habitatges principals, 185 estaven ocupats pels seus propietaris, 26 estaven llogats i ocupats pels llogaters i 5 estaven cedits a títol gratuït; 6 tenien dues cambres, 20 en tenien tres, 56 en tenien quatre i 134 en tenien cinc o més. 170 habitatges disposaven pel capbaix d'una plaça de pàrquing. A 79 habitatges hi havia un automòbil i a 119 n'hi havia dos o més.

### Piràmide de població
La piràmide de població per edats i sexe el 2009 era:
| Homes | Edats   | Dones |
| ----- | ------- | ----- |
| 0     | 95 o +  | 0     |
| 0     | 90 a 94 | 0     |
| 0     | 85 a 89 | 4     |
| 0     | 80 a 84 | 4     |
| 8     | 75 a 79 | 0     |
| 16    | 70 a 74 | 8     |
| 12    | 65 a 69 | 20    |
| 8     | 60 a 64 | 20    |
| 20    | 55 a 59 | 8     |
| 24    | 50 a 54 | 24    |
| 20    | 45 a 49 | 8     |
| 28    | 40 a 44 | 40    |
| 20    | 35 a 39 | 28    |
| 16    | 30 a 34 | 12    |
| 20    | 25 a 29 | 8     |
| 20    | 20 a 24 | 12    |
| 20    | 15 a 19 | 16    |
| 12    | 10 a 14 | 28    |
| 24    | 5 a 9   | 16    |
| 20    | 0 a 4   | 12    |

## Economia
El 2007 la població en edat de treballar era de 405 persones, 271 eren actives i 134 eren inactives. De les 271 persones actives 261 estaven ocupades (138 homes i 123 dones) i 10 estaven aturades (3 homes i 7 dones). De les 134 persones inactives 49 estaven jubilades, 46 estaven estudiant i 39 estaven classificades com a «altres inactius».

### Ingressos
El 2009 a Mont-Cauvaire hi havia 215 unitats fiscals que integraven 593 persones, la mediana anual d'ingressos fiscals per persona era de 21.896 €.

### Activitats econòmiques
Dels 12 establiments que hi havia el 2007, 1 era d'una empresa extractiva, 2 d'empreses de fabricació d'altres productes industrials, 4 d'empreses de construcció, 2 d'empreses de comerç i reparació d'automòbils, 1 d'una empresa de transport, 1 d'una empresa d'hostatgeria i restauració i 1 d'una empresa immobiliària.
Dels 4 establiments de servei als particulars que hi havia el 2009, 2 eren fusteries i 2 lampisteries.
L'únic establiment comercial que hi havia el 2009 era una floristeria.
L'any 2000 a Mont-Cauvaire hi havia 9 explotacions agrícoles que ocupaven un total de 390 hectàrees.

## Equipaments sanitaris i escolars
El 2009 hi havia una escola elemental.

## Poblacions més properes
El següent diagrama mostra les poblacions més properes.